# زمین‌لرزه گواتمالا
زمین‌لرزه گواتمالا ممکن است به یکی از موارد زیر اشاره داشته باشد:
- زمین‌لرزه ۱۹۹۱ گواتمالا
- زمین‌لرزه ۱۹۰۲ گواتمالا
- زمین‌لرزه ۱۹۷۶ میلادی گواتمالا
- زمین‌لرزه ۲۰۰۷ گواتمالا
- زمین‌لرزه فوریه ۱۹۷۶ گواتمالا
- زمین‌لرزه ۱۹۴۲ گواتمالا